# Mikrokassett

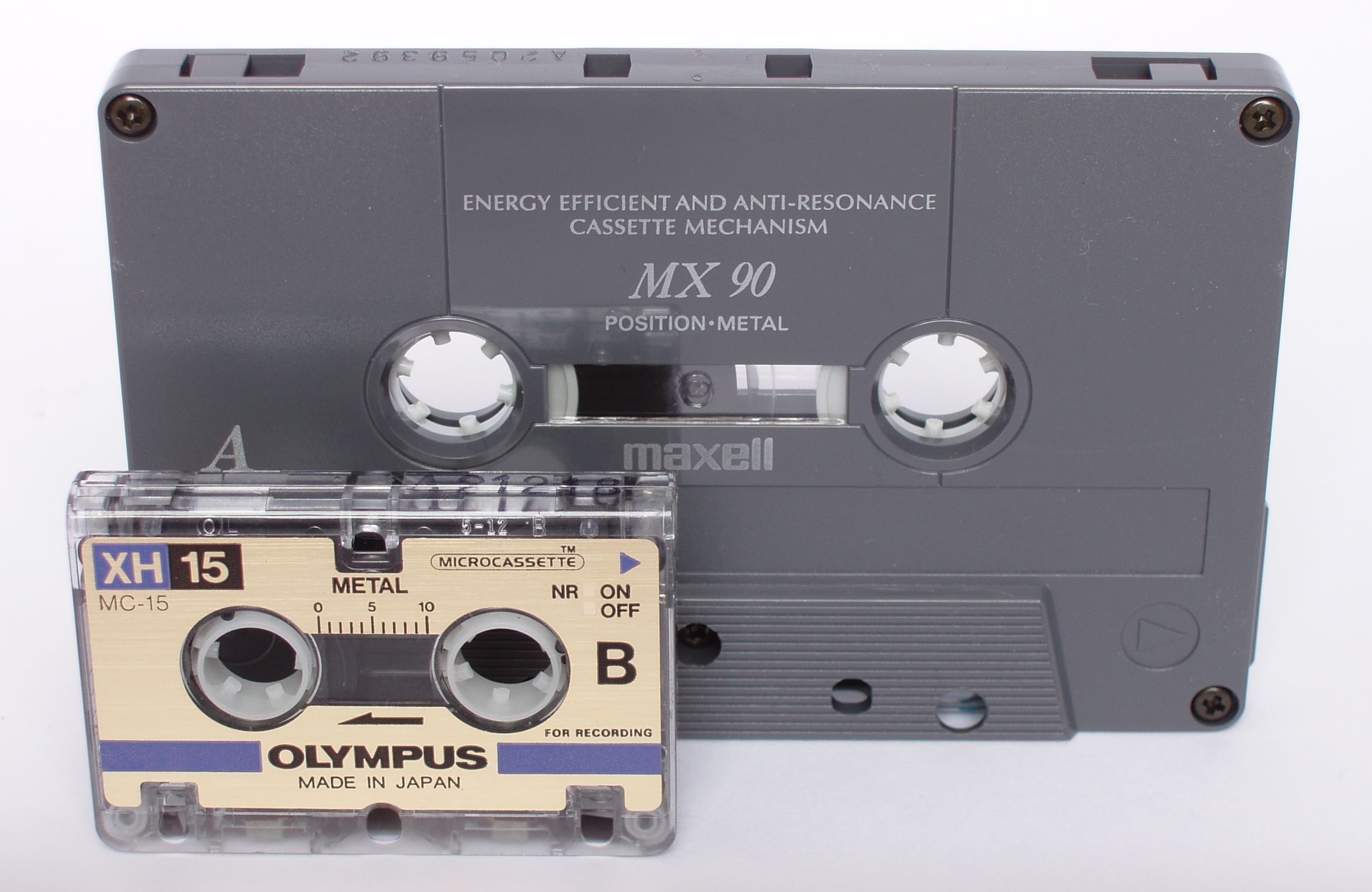
Mikrokassettband längst ner till vänster, och vanligt kassettband

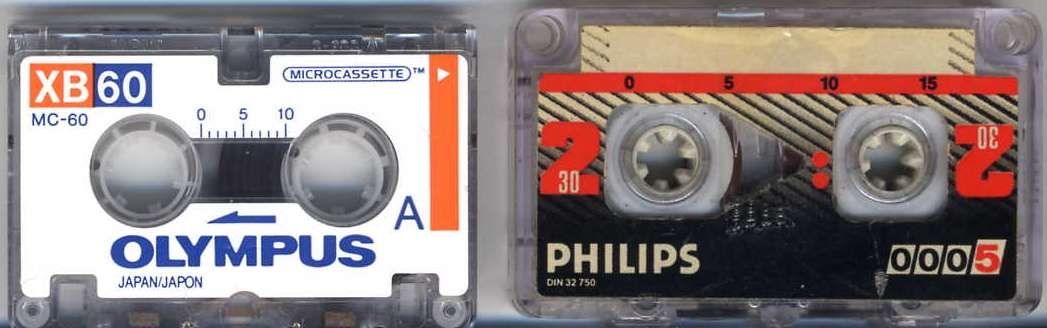
Mikrokassettband till vänster och minikassettband till höger

En mikrokassett var ett format för magnetband, som var mindre än de vanliga kassettbanden. Formatet introducerades av Olympus 1969. Mikrokassetter var vanliga i telefonsvarare fram till 1990-talet. Därefter har digitala telefonsvarare blivit vanligare. Mikrokassetternas rullar roterar åt motsatt håll som hos vanliga kassetter, bandet rör sig alltså från höger till vänster vid uppspelning (med bandremsan nedåt).

### Fotnoter
1. ↑  ”Microcassette™ - Minicassette” (på engelska). Arkiverad från originalet den 30 juni 2012. https://archive.is/20120630212429/http://home.comcast.net/~trafficgard/Micro-mini-cassette.htm. Läst 18 juni 2015.